# Shakuhachi

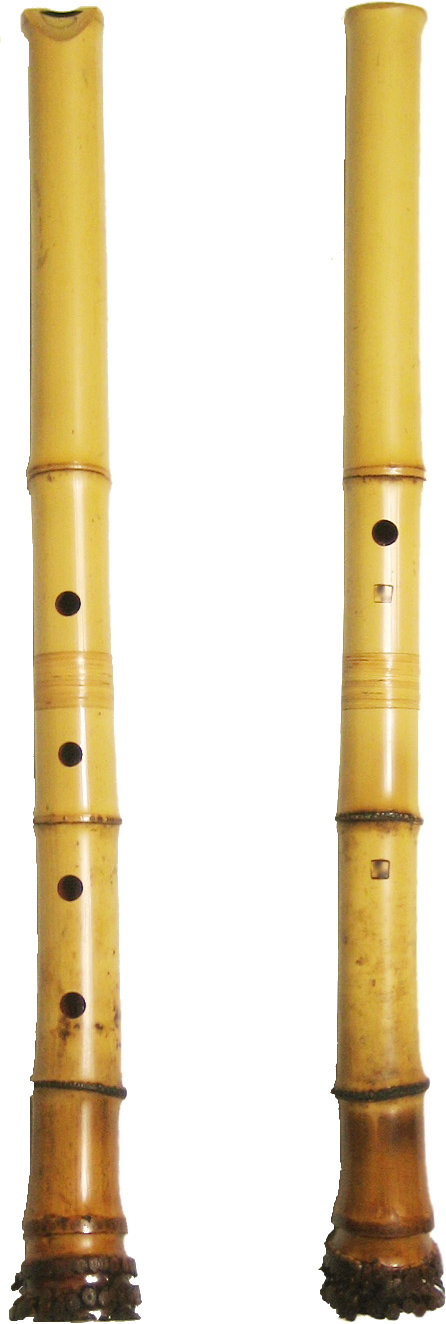
Shakuhachi

Die Shakuhachi (japanisch 尺八) ist eine  japanische Bambuslängsflöte, die im 8. Jahrhundert aus China eingeführt wurde und sich im 17. Jahrhundert zu einem Meditationsinstrument zenbuddhistischer Mönche entwickelte. Ihr weicher, geräuschhafter Klang gilt heute als typisch für die traditionelle klassische Musik Japans. Darüber hinaus wird die shakuhachi auch in der modernen westlichen Klassik und in der populären Musik eingesetzt.

## Herkunft
Die shakuhachi stammt von der chinesischen xiao ab und kam im frühen 8. Jahrhundert mit der chinesischen Hofmusik gagaku nach Japan. Dort wurde sie zunächst nach der mündlich überlieferten honkyoku-Tradition in den dortigen gagaku-Ensembles verwendet, wo sie aber wegen ihrer relativ geringen Lautstärke schnell in den Hintergrund rückte und schließlich im 11. Jahrhundert verschwunden war.
In der Edo-Zeit (1603–1868) tauchte die shakuhachi wieder auf und wurde zum Instrument der zenbuddhistischen Fuke-shū, einer Sekte von wandernden Bettelmönchen, die ehemals Samurai waren, und erfuhr dabei eine starke Veränderung in ihrem Gebrauch. Unter den Fuke-Wandermönchen galt die shakuhachi nicht mehr als Musikinstrument (gakki), sondern wurde zu einem religiösen Werkzeug (hōki) und bildete den Mittelpunkt von Meditationsübungen. Der Gebrauch der Flöte war streng begrenzt: Man durfte sie weder in Konzerten spielen, noch war es einem Außenstehenden gestattet, ihr Spiel zu hören. Außerdem war es nicht erlaubt, sie zusammen mit anderen Instrumenten zu spielen. Allein ihr Gebrauch als „geistliches Werkzeug“ war zugelassen, denn nur durch das Spiel der shakuhachi war es den Mitgliedern der Sekte möglich, zur wahren Erleuchtung zu gelangen. Die von den Fuke-Mönchen (komusō) komponierten Stücke werden unter dem Begriff honkyoku zusammengefasst und bilden bis heute die am meisten verehrte shakuhachi-Musiktradition.

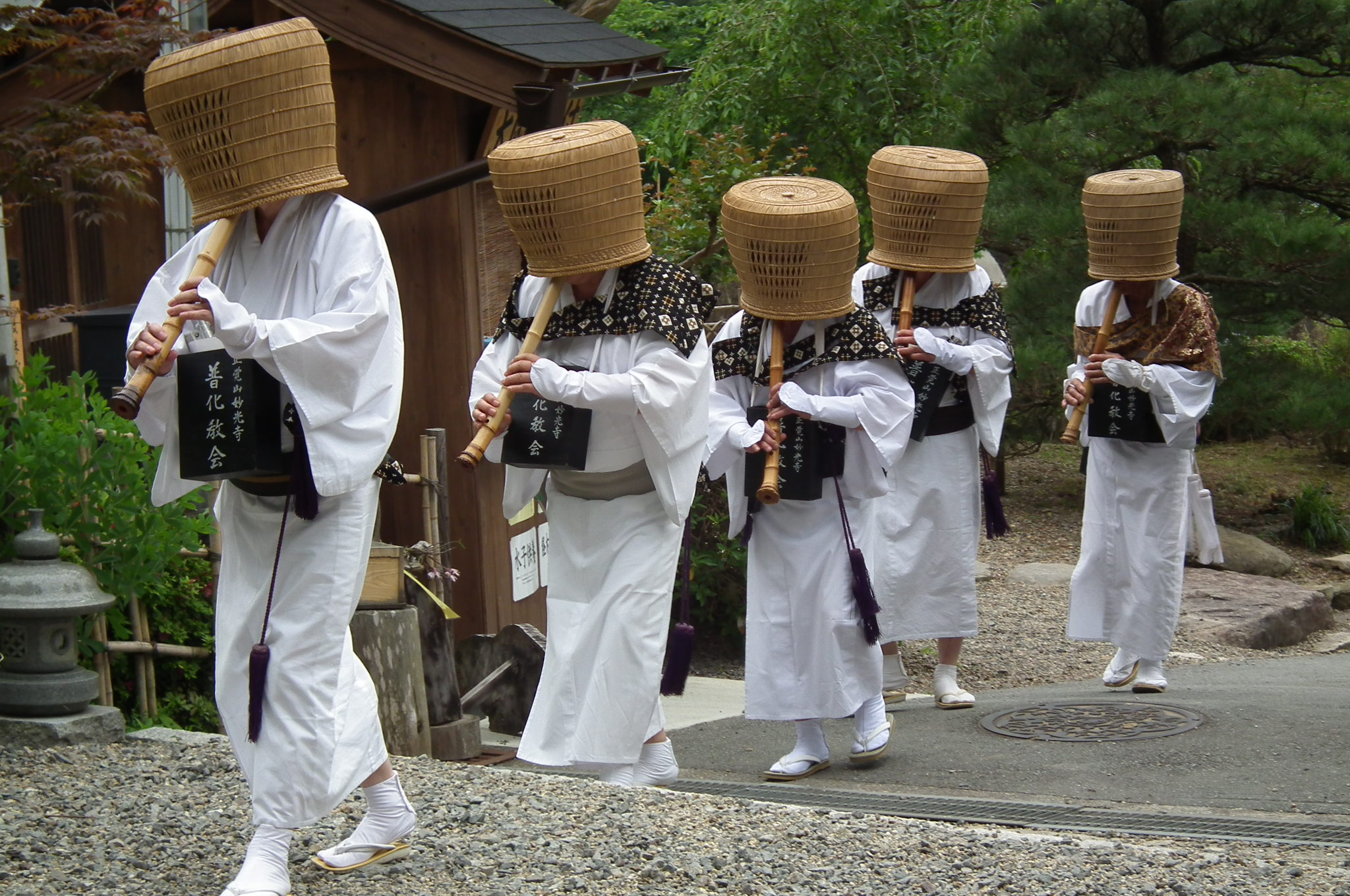
Fuke-Mönche (komusō) spielen shakuhachi.

Im  Zuge der Meiji-Restauration wurde 1871 die Fuke-Sekte wegen ihrer Verbindungen zur Tokugawa-Regierung – durch ihren Einsatz als Spione – verboten, und damit auch das Spielen der shakuhachi zu religiösen Zwecken. Da aber die Lehrer des Instruments nicht auf ihren Lebensunterhalt verzichten wollten und konnten, wurde so seine Säkularisierung vorangetrieben. Bereits in der Edo-Periode hatte die shakuhachi im Sankyoku-Ensemble zusammen mit Koto und Shamisen Eingang in die höfische Musikkultur gefunden.
Die shakuhachi-Spielweise des 20. Jahrhunderts basiert auf drei unterschiedlichen Lehrtraditionen:
- die Kinko-Schule, die vor allem traditionelle Kompositionen lehrt,
- die Tozan-Schule, die einen größeren Einfluss westlicher Musik erkennen lässt, und
- die Myōan-Schulen, welche die Tradition der Fuke-Sekte fortsetzen.

Außerdem ist die shakuhachi eines der bekanntesten asiatischen Musikinstrumente und wird sowohl von asiatischen als auch von westlichen Komponisten in ihren Werken verwendet.
Der komusō Kurosawa Kinko (1710–1771) wählte aus dem honkyoku-Repertoire 36 Stücke aus, die zum verbindlichen Kern der Kinko-Schule gehören und an den Tempeln in und um Edo gespielt wurden. Diese 36 Kompositionen wurden in 18 eigentliche, „innere Stücke“, die nur bei Meditationen und Tempelritualen gespielt wurden, aufgeteilt sowie in 18 „äußere Stücke“, deren Aufführungspraxis weniger streng war. Die inneren Stücke werden rhythmisch frei und extrem langsam gespielt. Sie bestehen aus musikalischen Abschnitten, deren Länge durch den Atem des Spielers begrenzt wird und die durch Pausen voneinander getrennt sind. Innerhalb dieser Segmente lassen sich ein einführender Ton mit weicher Dynamik, eine mittlere Hauptphase mit Lautstärkeschwankungen (crescendo-decrescendo) und ein abschließender, weicherer Ausklang unterscheiden.

## Bauform

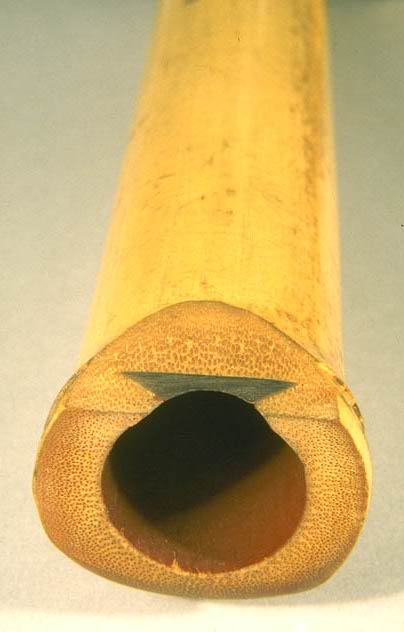
Utaguchi (Mundstück)

Gefertigt wird die shakuhachi aus dem Wurzelende des Madake-Bambus (Phyllostachys bambusoides). Seine Länge beträgt bei dem Standard-Instrument (Stimmung in d') 54,5 cm bzw. 1 Shaku (尺) und 8 (八 hachi) Sun (寸), wovon sich der Name ableitet. Shakuhachis werden von kleiner 1,5 (Stimmung in g') bis größer 2,4 Shaku Länge (Stimmung in a) hergestellt.
Das Rohr ist in der Regel am Ende leicht nach oben gebogen (es gibt auch gerade Enden) und innen konisch gebohrt (von 2 auf ca. 1,5 cm). Die im Allgemeinen mehrschichtige Innenlackierung des Rohres schützt die Flöte zum einen vor Feuchtigkeit und trägt zum anderen zu ihrem speziellen Klang bei. Die moderne Flöte ist oft in der Mitte teilbar und so besser transportierbar. Außerdem muss jedes Instrument sieben Knoten haben, deren Anordnung vorgeschrieben ist. Die Anblaslippe des Mundstücks (歌口 utaguchi) ist in der Regel mit einem Kunststoff- oder Metalleinsatz charakteristischer Form versehen (siehe Bild rechts, kinko-utaguchi), um die Haltbarkeit der shakuhachi zu verbessern. Mit vier Grifflöchern und einem Daumenloch bei den Standardinstrumenten beträgt der Ambitus 2½ bis 3 Oktaven. Die Standardvariante ist damit in pentatonisch Moll gestimmt, es gibt aber auch Varianten mit zwei zusätzlichen Löchern zur leichteren Erreichbarkeit chromatischer Töne. Bemerkenswert bei der Spieltechnik ist das charakteristische Bewegen des Kopfes: zum einen ermöglicht es in Kombination mit teilweisem Abdecken der Grifflöcher das Spielen von Nebentönen, und zum anderen spielt es neben der Fingerartikulation eine wichtige Rolle in der Ornamentik.
Die Anblaskante wird durch eine Einkerbung am oberen Rand des Flötenrohres gebildet. Der Ansatz erfolgt durch das Anblasen über diese Kante hinweg. Die Tonhöhe kann durch den Atemdruck variiert werden. Eine Zungenartikulation findet kaum statt. Von der Systematik der Flöten nach der Art der Tonerzeugung gehört sie wie etwa die Nay zu den randgeblasenen Flöten ohne Kernspalt.
Während die shakuhachi traditionell aus Bambus besteht und von Hand gefertigt wird, gibt es mittlerweile auch maschinell hergestellte Exemplare aus Plastik oder Holz, die zwar billiger sind und nicht so schnell springen wie die aus Bambus, aber sowohl klanglich als auch optisch bei weitem nicht an das traditionelle Instrument heranreichen. Der Ton einer shakuhachi aus Holz ist wärmer als der perlige Klang einer Bambusflöte.

## Spielweise

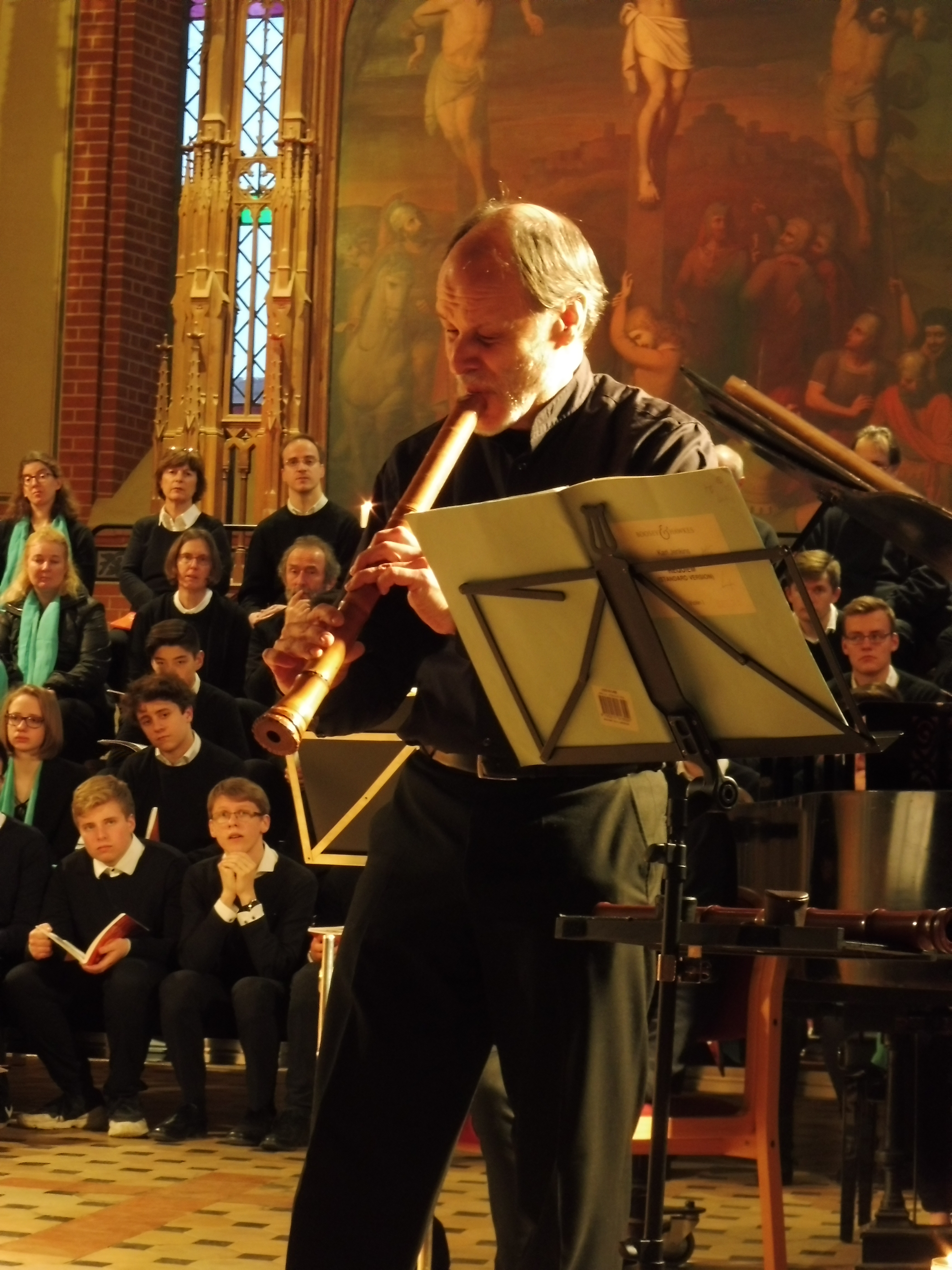
Jim Franklin in Plau am See (2019)

Die Notation der shakuhachi-Musik erfolgt traditionell nicht wie in der westlichen Musik, sondern es existieren verschiedene, den unterschiedlichen Schulen entstammende Schreibweisen, in denen die Tonlage durch bestimmte japanische Silbenzeichen (Kana, Katakana), die Tonlängen, Oktavlagen und Artikulationen, wenn überhaupt, durch bestimmte Linienformen und -längen zwischen den Zeichen sowie zusätzliche Zeichen angegeben werden. Regeln zur Interpretation werden in der Regel mündlich und/oder durch das Vorbild des Lehrers und durch Nachahmen des Schülers weitergereicht.
In der westlichen Pop-Musik findet man die shakuhachi häufig in „gesampelter“ Form, etwa am Anfang und in der Bridge von Peter Gabriels Hit Sledgehammer oder im Song Nobody's Listening von Linkin Park. Auch auf Roger Waters’ Album Amused to Death im Lied Watching TV ist eine shakuhachi zu hören.
Der japanischstämmige Shakuhachi-Spieler Tony Clark zeigt eine vor allem auf Dynamik und Klangfarbe abzielende, besondere Spielweise auf der Flamenco und traditionelle japanische Musik kombinierenden CD Zambúllete von Michio Woirgardt.
In Deutschland werden vor allem die traditionellen shakuhachi-Stücke des honkyoku unterrichtet, während die Kombination mit zeitgenössischer Musik nicht besonders üblich ist. Bekannte Lehrer in Deutschland sind Renkei Hashimoto (München) und Jim Franklin. Shakuhachi werden heute auch in Deutschland gebaut, wobei der Bambus oft aus Japan oder Italien importiert wird. In England ist der Sitz der European Shakuhachi Society (ESS), die ebenfalls deutsche Mitglieder hat.

## Sonstiges
Von der Verbindung zwischen shakuhachi und buddhistischer Tradition handelt der Märchenroman Kaito von Hans Kruppa, in dem ein 13-jähriger Junge aufgrund seiner Sehnsucht und einer geheimnisvollen Botschaft zu einem berühmten Shakuhachimeister gelangt und dessen Schüler wird.